# Pistolet Thompson World War II
Thompson World War II – współcześnie produkowana replika pistoletu Colt M1911A1.